# Liste von Persönlichkeiten der Stadt Pordenone
Diese Liste von Persönlichkeiten der Stadt Pordenone enthält Persönlichkeiten, die dort geboren wurden, sowie solche, die in enger Beziehung zur Stadt stehen. Sie erhebt keinen Anspruch auf Vollständigkeit.

## Bis 1900
- Aluica da Prata, Dogaressa von 1253 bis 1268
- Giovanni Antonio da Pordenone (um 1484–1539), Maler, in Pordenone geboren.
- Odorico aus Portenau (zwischen 1265 und 1286–1331), Franziskanerpater, in Villanova in der Nähe von Pordenone geboren. Er bereiste 1325 bis 1330 kurz nach Marco Polo China.
- Pietro Bearzi (1809–um 1870), Bildhauer
- Emil Wepfer (1883–1930), Geologe und Paläontologe

## 1901–1980
- Federica de Cesco (* 1938), Schweizer Schriftstellerin
- Ferruccio Furlanetto (* 1949), Opernsänger, in Sacile in der Nähe von Pordenone geboren.
- Livio Corazza (* 1953), römisch-katholischer Geistlicher, Bischof von Forlì-Bertinoro
- Massimo de Mattia (* 1959), Jazzmusiker
- Francesco Bearzatti (* 1966), Jazzmusiker
- Teho Teardo (* 1966), Musiker und Komponist

## Seit 1980
- Marzia Caravelli (* 1981), Hürdenläuferin
- Gianni Da Ros (* 1986), Radrennfahrer
- Alex Ranghieri (* 1987), Volleyball- und Beachvolleyballspieler
- Davide Cimolai (* 1989), Radrennfahrer
- Reggie Jackson (* 1990), Basketballspieler
- Alessia Trost (* 1993), Hochspringerin
- Ivan Provedel (* 1994), Fußballtorwart
- Manlio Moro (* 2002), Radrennfahrer